# رایان کرائوسر
رایان کرائوسر (انگلیسی: Ryan Crouser) یک دونده رشته‌های پرتاب وزنه و پرتاب دیسک اهل ایالات متحده آمریکا است. وی برنده یک مدال طلا در بازی‌های المپیک و یک مدال طلا و یک مدال نقره در مسابقات قهرمانی نوجوانان جهان شده است.